# Poi
Poi er en form for jonglering, hvor man bruger bolde for enden af en snor som man svinger rundt om kroppen i forskellige mønstre. Ordet poi bliver brugt til at beskrive et sæt poi og poi-svingning bliver almindeligvis brugt til at beskrive en poi dans.

## Historie
Ordet Poi stammer fra Maori og betyder bold.

## Poi typer

### Almindelige poi
En almindelig poi er lavet af en bold eller en anden form for vægt for enden af en snor eller kæde. De fleste poi har lange vimpler for enden, så man bedre kan se hvordan man svinger sine poi, hvilket også ser en hel del bedre ud end bare bolde.

### Glowpoi
Glow poi er en poi lavet af et par glowsticks med en snor i. Lysene kendes fra ravefester og lignende arrangementer. Der findes også mere avancerede glow poi med flere forskellige LED lys i som kan programmeres til at blinke i flere forskellige farver.

### Ildpoi
Ild poi eller fire poi er de mest populære Poi men også de vanskeligste, de er lavet af en kæde med en eller to væger for enden som man dypper i lampeolie og sætter ild til. I mørket trækker de lange cirkler af ild rundt om danseren. Der findes også en version hvor kæden er skiftet ud med en lang væge som man også sætter ild til, hvilket danner lange striber af ild når de svinges, dog er disse ild poi er kun for eksperter da man nemt kan blive viklet ind i disse.

### Sokkepoi
Sokke poi er, når man bruger sokker som Poi. I stedet for snore holder man i den åbne ende af sokkerne (som selvfølgelig er lange og hjemmestrikkede), og bruger dem som poi. For at gøre dem nemmere at bruge lægger man en tennisbold ned i sokken.
De kan også købes færdige, med mulighed for at indlægge f.eks. lysende bolde i enden i stedet for tennisbolde. Når det er mørkt giver det en knap så brandfarlig version af ild poi.

### Meteor
En meteor er en afart af poi hvor de to kæder er forbundet til hinanden, den er sværere at bruge og med færre muligheder for tricks, selvom der er enkelte tricks som man kun kan udføre med en meteor og ikke en normal poi. En meteor kan også være en enkelt forvokset poi som man svinger rundt om sig i store cirkler.